# Thạch Thế
Thạch Thế (石世, Shí Shì) (339–349) là vị hoàng đế tại vị trong 33 ngày cua nước Hậu Triệu trong lịch sử Trung Quốc. Trong các thư tịch Trung Hoa, ông cũng được đề cập đến với tước hiệu sau khi bị phế truất là Tiếu vương (譙王).
Thạch Thế là người con trai út của Thạch Hổ, với Lưu Hoàng hậu, con gái của vị hoàng đế Hán Triệu cuối cùng là Lưu Diệu. Năm 348, sau khi Thạch Hổ giết hại thái tử thứ hai là Thạch Tuyên (石宣) vì tội giết Thạch Thao (石韜), ông suy xét đến việc lập ai làm thái tử, và mặc dù Thạch Thế là con trai út, tướng của Thạch Hổ là Trương Sài (張豺) đã thuyết phục ông rằng ông cần lập một thái tử mà người mẹ không có xuất thân thấp hèn. Lưu Hoàng hậu và Trương đã lập kế hoạch thao túng triều chính sau cái chết của Thạch Hổ.
Sau khi Thạch Hổ tiến gần đến cái chết vào mùa hè năm 349, mặc dù Thạch Hổ đã dự tính rằng các hoàng tử, cũng là anh trai của Thạch Thế, gồm Bành Thành vương Thạch Tuân và Yên vương Thạch Bân (石斌) sẽ là đồng nhiếp chính, song Lưu Hoàng hậu và Trương Sài đã giả mạo chiếu chỉ để lệnh cho Thạch Tuân đến Quan Trung và giết Thạch Bân. Sau khi Thạch Hổ qua đời, Thạch Thế lên ngôi hoàng đế. Lưu Thái hậu trở thành người nhiếp chính, và bà chia sẻ quyền lực với Trương Sài. Bất mãn trước việc này, Thạch Tuân, cùng với một số tướng lĩnh ủng hộ, đã tiến đến kinh thành Nghiệp Thành, giết chết Trương Sài và giam cầm Lưu Thái hậu cùng Thạch Thế. Ông sau đó giả mạo một chiếu chỉ của Lưu Thái hậu và lên ngôi hoàng đế. Thạch Tuân phong Thạch Thế làm Tiếu vương, Lưu Thái hậu làm Tiếu Thái phi, song sau đó giết chết cả hai người. Thạch Thế mới 10 tuổi khi bị giết.